# Traje de castellonera

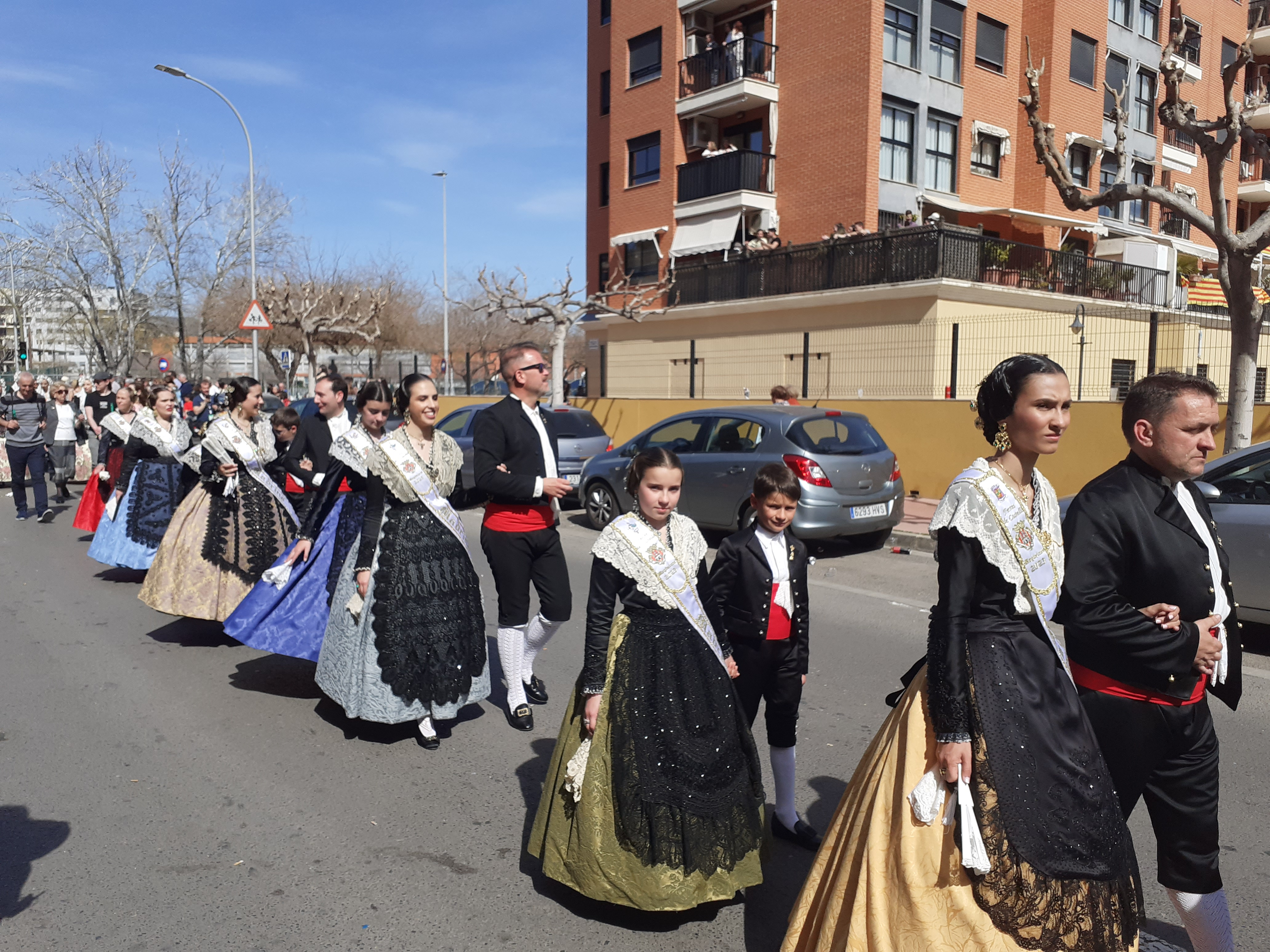
Varias madrinas de las diferentes gaiatas vistiendo de castellonera en 2023

El traje de castellonera es uno de los modelos de la indumentaria tradicional para mujer de la ciudad de Castellón de la Plana (España), aunque también es utilizado en otras localidades de la provincia de Castellón. Su uso más extendido está relacionado con el folclore y las fiestas populares, especialmente en los eventos relacionados con la Magdalena, las fiestas mayores de la capital.

## Historia

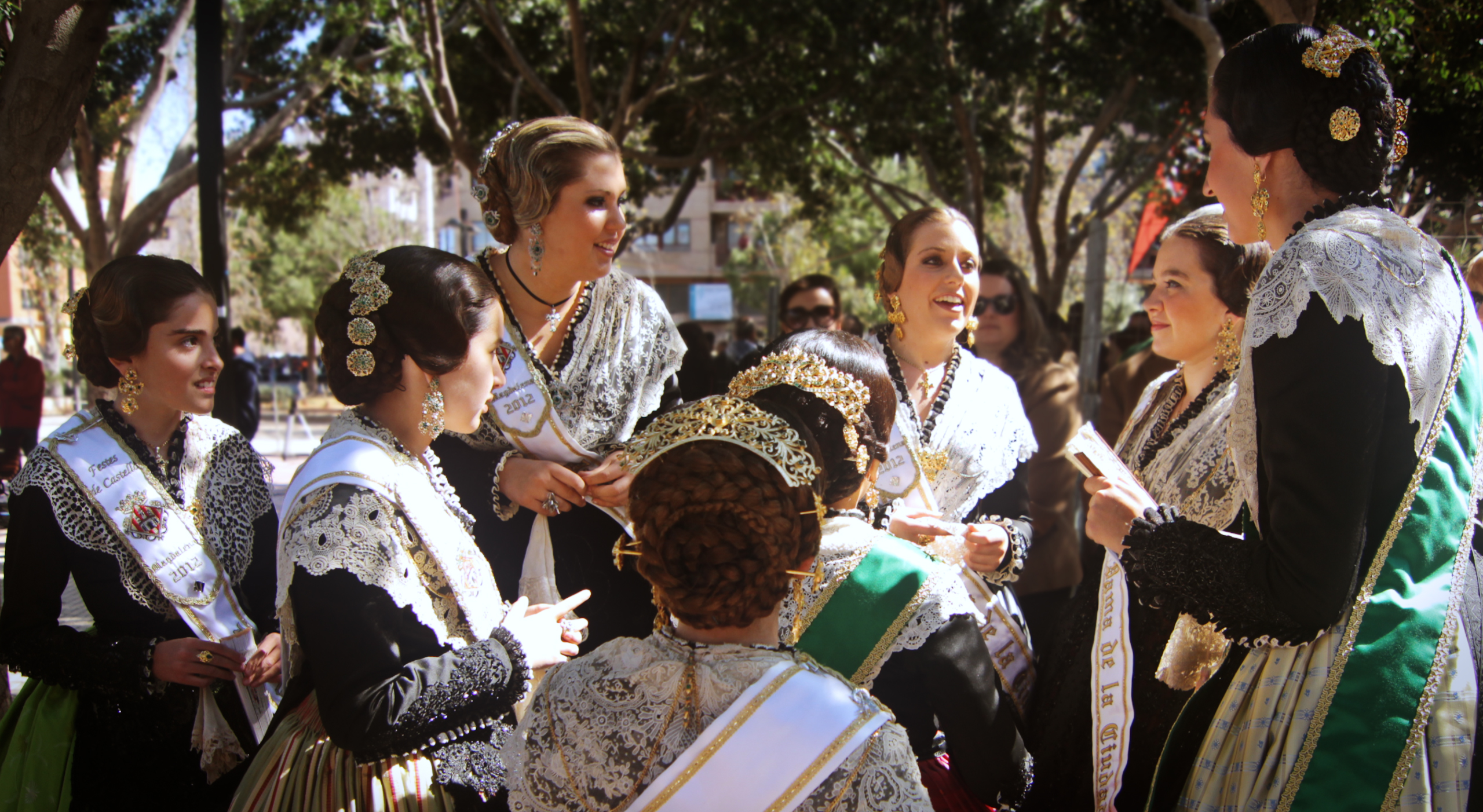
Las reinas de las fiestas y sus cortes de honor de 2012 vistiendo de castellonera

La historia de la indumentaria femenina de castellonera está disputada, pero no hay duda de que surgió entre el fin de la guerra civil española y el año de 1945 cuando se refundaron las fiestas, pudiendo establecerse como fecha de presentación al público el año 1943. Antes de la contienda las mujeres castellonenses vestían el traje regional con algunas modificaciones, ya que en 1902 ya se habla de la pérdida del traje típico usado por las mujeres en las fiestas de Castellón, incluso en ocasiones más importantes se hizo uso del traje de fallera. Tras la guerra la ciudad vive un resurgimiento de su cultura más tradicional que se traduce en la creación de nuevos eventos para los que se hacía necesaria la existencia de una indumentaria tradicional acorde a la historia y costumbres de Castellón. El gran evento catalizador fue el estreno de la ópera de marionetas La filla del Rei Barbut de Matilde Salvador, basada en un cuento escrito por Manuel Segarra Ribés del mismo nombre que se inspiraba en la novela mitológica Tombatossals de Josep Pasqual Tirado, en marzo de 1943, y que en una escena precisaba a varias parejas de castelloneros vestidos a la antigua usanza.
Se dice que para esta ocasión familias acomodadas fuertemente enraizadas en la ciudad abrieron los baúles llenos de ropas procedentes del siglo XIX que habían heredado para que, bajo la coordinación, probablemente, de la Sección Femenina, se elaborara una reconstrucción del vestido femenino tradicional. Esta institución franquista además estaba recopilando en esa época la indumentaria tradicional de las provincias españolas para vestir a su organización de Coros y Danzas en las representaciones oficiales de la dictadura impidiendo la participación en estos actos de aquellas localidades que no fueran ataviadas con una indumentaria tradicional característica. Las damas locales, comandadas por Paquita Fandos y Mª Victoria Comes, una vez recopilaron todas las prendas que encontraron útiles, y tomando el modelo del traje regional y otros tradicionales conservados en la zona así como su memoria, encargaron al pintor Luis Sales Boli el diseño de un traje que fuese «una de las formas posibles de vestir tradicionalmente la mujer castellonera en un día de fiesta». El artista realizó al menos 3 diseños entre 1940 y 1942 con diferentes propuestas que muestran la dificultad de la tarea establecida. Finalmente se escogió el tercer diseño, que se bautizó como «traje de labradora de Castellón a la antigua usanza», y fue mostrado en público por primera vez en el estreno de la obra de Matilde Salvador en el Teatro Principal el 31 de marzo de 1943, la segunda exhibición volvió a ser en el teatro en la fase provincial del concurso de bailes regionales de Coros y Danzas de 1944, y su primer uso no folclórico fue el 18 de julio de ese año en el homenaje a los caídos en la conmemoración del Alzamiento Nacional que dio inicio a la guerra. Meses más tarde se dieron los pasos definitivos para la refundación de las fiestas de la Magdalena creando la Junta Central de Festejos que adoptó esta indumentaria como oficial.
El traje también ha ido evolucionando con las modas vigentes en cada época desde su creación. La falda que fue acortada hasta por debajo de las rodillas a petición de la Sección Femenina para permitir más comodidad a las bailadoras son ahora más largas, con lo que también ha cambiado varias veces el tamaño de los delantales. También ha cambiado el modo de elaboración de las faldas pasando de coserse en «tablillas» a hacerse mediante fruncido, y ha aparecido el cancán para darle volumen. Las mangas de «farol» del corpiño se cambiaron muy pronto por unas más ajustadas, al igual que luego se hizo lo mismo para adaptarse al busto femenino y no simular ser una blusa y además las mangas se han enriquecido con numerosas decoraciones Y el pañuelo sobre el pecho se ha enriquecido hasta convertirse en una rica manteleta bordada. Iguales cambios ha recibido con el tiempo el peinado, con gran inspiración en la época clásica del cine de Hollywood.
Investigaciones más modernas sobre indumentaria tradicional siguiendo un método más científico han corroborado que el traje creado en 1943 se correspondería con el usado por parte de la sociedad castellonense desde finales del siglo XVIII y en gran parte del siglo XIX y han desterrado el mito de que se trataba de un traje «pobre» debido al menor poder adquisitivo de la clase media castellonense del momento comparada con la valenciana y de otras partes del país, y ahora se centran en depurar los elementos que componen esta indumentaria hacia modelos más realistas de la época.

## Descripción

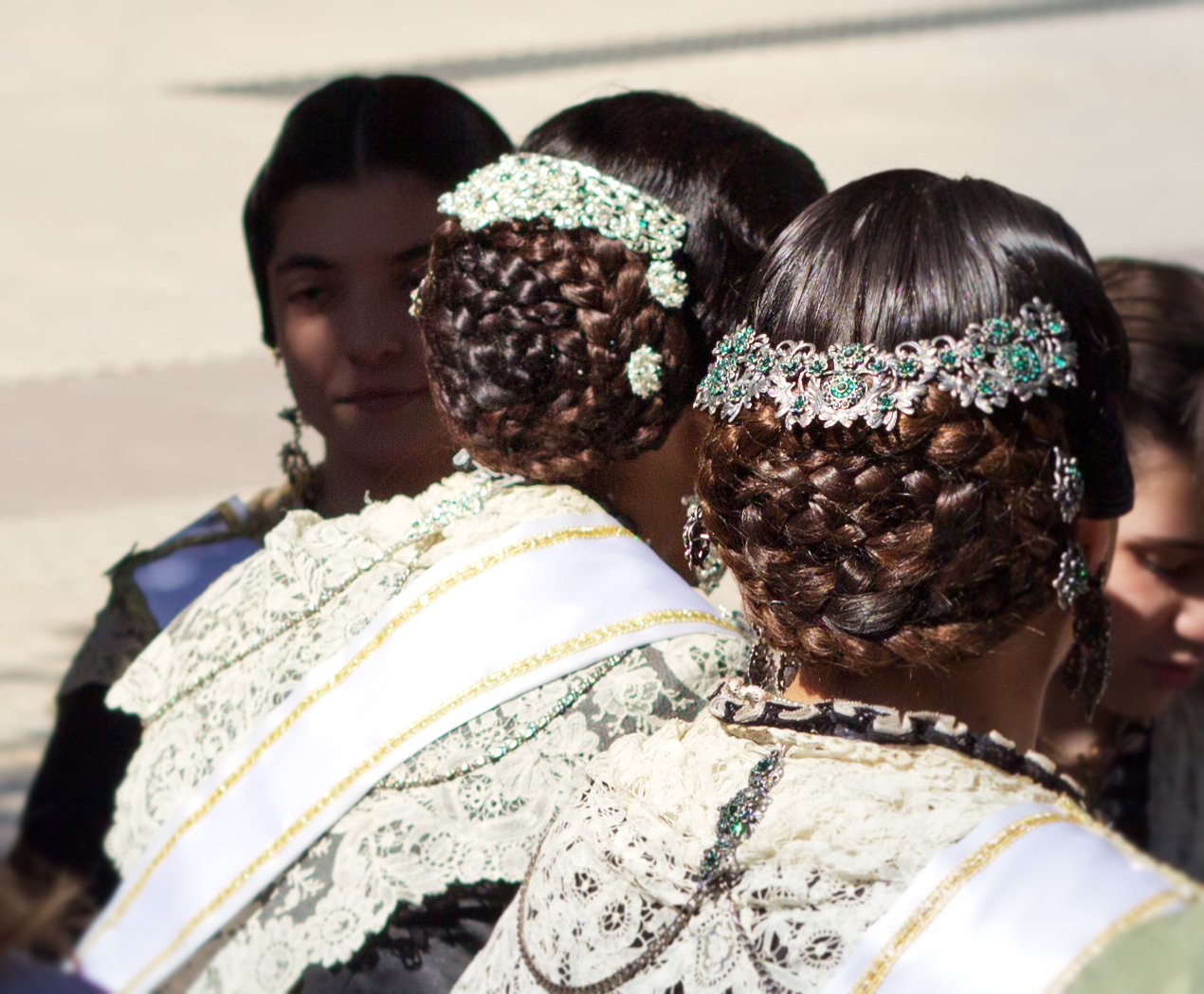
Detalle del peinado

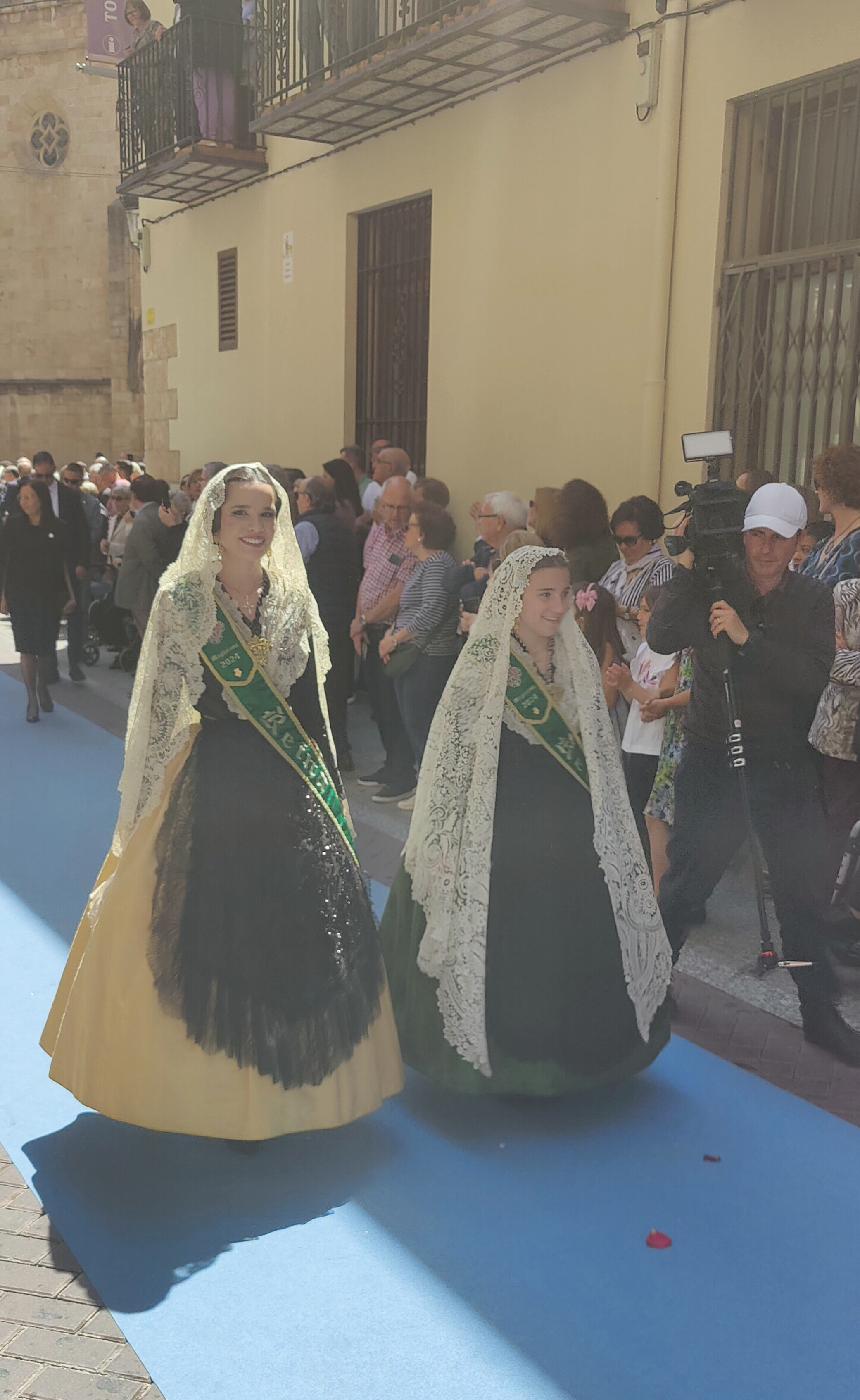
Las reinas de las fiestas de 2024 vistiendo mantilla sobre el cabello para acudir a un acto religioso

El traje de castellonera se considera por los expertos como sobrio y elegante, especialmente si se compara con el también local traje de labradora o con el de fallera. El uso de colores discretos lisos o en combinación con una o dos variantes de ese color, el negro predominante en corsés y delantales, la riqueza artística de las manteletas, el peinado refinado y la simplicidad de las joyas le ha valido el elogio de muchos indumentariastas de la Comunidad Valenciana.
La descripción dada por Sales Boli en su tercer modelo de traje de castellonera es la siguiente:

Peinado partido en raya en medio, recogido atrás en topo, sin rodetes laterales. En el topo peineta de metal blanco o amarillo, sujeta con las agujas que forman parte del aderezo. La peineta es baja, recta y ancha, algo curvada para amoldarse a la cabeza, rematada en su parte posterior con picos o florecillas a modo de corona o diadema doblados o encurvados hacia atrás y hacia abajo. Jubón negro de terciopelo o raso, cerrado en el cuello, con abertura hacia el escote. Mangas hasta la mano, vuelosas o en farol en el arranque del hombro y ajustadas luego al brazo, con escotadura o raja en la parte posterior de la bocamanga. El cuello y mangas rematan en fina puntillita blanca de encaje. Sobre el jubón manteleta de tono blanco, crema o hueso, de tul, festoneada de blanco. No lleva lentejuelas ni piedrecillas en los borados. Los pañuelos auténticos son de batista con bordados en cadeneta. Falda o guardapies de seda tornasolada, en color tabaco o azul, irisados en verde. Puede llevar motivos tejidos, siendo lisa o de tonos severos. La falda asienta en el talle sobre el jubón. Delantalillo de seda negro, bordeado de puntilla negra asimismo. Medias blancas y zapatos negros de medio tacón, con hebillas. El aderezo consta de agujas para sujetar la peineta, pendientes, broche o imperdible, cruz con su cadenita y sortija, todo él de oro o plata sobredorada y pedrería de esmeraldas y perlitas solamente.

Los distintos componentes del traje con más detalle son los siguientes:
- Peinado con el cabello estirado y partido en raya, recogido un único moño creado a partir de trenzas y ondas en los laterales.[6] Sobre el moño una pequeña peineta a juego con el resto del aderezo cogida al pelo mediante cuatro agujas. La posición de estas en el peinado cambia a partir de la noche del día de la Magdalena ya que según la tradición una reina de las fiestas perdió una aguja durante la Romería de las Cañas y dada la premura para encontrar una nueva a corde con el resto del juego se obligó al resto de castelloneras participantes en el Desfile de Gaiatas a retirar una de las piezas, formando un nuevo peinado que desde entonces se repite cada año y se mantiene hasta que finaliza el año festero.
- Jupetí, corpiño o jubón, de manga larga y color negro, actualmente elaborado en tela de raso y decorado con piedrecitas.[7]
- Manteleta, de tul boradado o con encajes antiguos de color blanco.
- Guardapeus o falda, en tonos como el azul, verde, beige o tabaco que va incorportando motivos sencillos en su tejido como rayas, cuadros o adamascados.[7] Bajo ella, enaguas y sobrenaguas almidonadas para otorgarle su característico movimiento.
- Delantal negro de tul bordado con azabache y con puntillas.[7]
- Medias blancas y zapato negro con lazo y hebilla.[7]
- Aderezo compuesto, además de la peineta, las agujas del pelo y la hebilla, por los pendientes de palometa, la agulla del pit o broche que recoge la manteleta por delante unida con una cadeneta al broche trasero, colgante en el cuello con forma de cruz, anillo al que se coge el característico pañuelo blanco pequeño para saludar.[7]
- En los actos religiosos se añade una mantilla blanca sobre la cabeza.